# Drosophila sucinea
Drosophila sucinea är en tvåvingeart som beskrevs av Patterson och Gordon Mainland 1944. Drosophila sucinea ingår i släktet Drosophila och familjen daggflugor.
Artens utbredningsområde är Mexiko.